# Acropora sordiensis
Acropora sordiensis är en korallart som beskrevs av Riegl 1995. Acropora sordiensis ingår i släktet Acropora och familjen Acroporidae. Inga underarter finns listade i Catalogue of Life.